# Kalac TV
Kalac TV est une télévision basée à Conakry dans la commune de Kondeboungny Matoto au bord de l'autoroute Fidel-Castro en république de Guinée. 
Elle diffuse des informations consacrées à la musique et à la culture africaine, de la Guinée en particulier.

## Historique

### directeur
| N° | Prénoms et nom  | Début | Fin      |
| -- | --------------- | ----- | -------- |
| 01 | Ibrahima Diallo | 2025  | En cours |